# Agathis philippinensis
Agathis philippinensis är en stekelart som beskrevs av Bhat och Gupta 1977. Agathis philippinensis ingår i släktet Agathis och familjen bracksteklar. Inga underarter finns listade i Catalogue of Life.